# DY Persei-variabel
DY Persei-variabeln är en förmörkelsevariabel av RCB-typ, som bilder en egen under-typ, DY Persei-variabel. Förutom RCB-variabelns förmörkelsefaser pulserar den även som röda variabler. Stjärnorna av denna typ är superjättar som är vätefattiga och rika på kol. De varierar i ljusstyrka på två sätt: dels pulserar de i ljusstyrka med låg amplitud (några tiondelar av en magnitud), dels genomgår de en förmörkelsefas på ett antal magnituder som inträffar med oregelbundna mellanrum.
Teorin om den rejäla minskningen i ljusstyrka är att kol kondenserar i stjärnatmosfären och den långsamma stjärnvinden och därmed döljer stjärnans ljus, tills strålningstrycket fått kolpartiklarna att skingras. Två förhärskande teorier har framlagts av Geoffrey C. Clayton 1996 och kallas Orbiting Dust Cloud Theory och Dust Puff Theory.
RCB-variablerna är i sig extremt ovanliga. Astronomernas teori är att tillståndet bara inträffar under en kortare fas i vissa stjärnors utveckling, kanske under en så kort period som 1000 år. Det här gör att antalet RCB-variabler i Vintergatan vid en viss tidpunkt uppskattas till ungefär 1000. Bland dessa är förstås DY Persei-variablerna ännu ovanligare. Prototyp-stjärnan DY Persei den enda kända DY Persei-variabeln i Vintergatan. I våra omgivande granngalaxer finns däremot ett flertal kända DY Persei-variabler.
Prototyp-stjärnan DY Persei  har visuell magnitud +10,5 och når i förmörkelsefasen ner till +16,0. 